# Hansiella fragilis
Hansiella fragilis är en nässeldjursart som beskrevs av Bouillon 1980. Hansiella fragilis ingår i släktet Hansiella och familjen Ptilocodiidae. Inga underarter finns listade i Catalogue of Life.